# آمبیه‌ویلر
آمبیِه‌ویلِر (به فرانسوی: Ambiévillers) یک کمون در فرانسه است که در Canton of Vauvillers واقع شده‌است.

## خصوصیات
آمبیه‌ویلر ۱۲٫۳۰ کیلومترمربع مساحت و ۱۰۶ نفر جمعیت دارد.